# Parachetolyga metopia
Parachetolyga metopia là một loài ruồi trong họ Tachinidae.